# Сьвідник (Новосондецький повіт)
Сьвідник (пол. Świdnik) — село в Польщі, у гміні Лососіна-Дольна Новосондецького повіту Малопольського воєводства.
Населення — 930 осіб (2011).
У 1975-1998 роках село належало до Новосондецького воєводства.

## Демографія
Демографічна структура станом на 31 березня 2011 року:
|          | Загалом | Допрацездатний вік | Працездатний вік | Постпрацездатний вік |
| -------- | ------- | ------------------ | ---------------- | -------------------- |
| Чоловіки | 473     | 145                | 294              | 34                   |
| Жінки    | 457     | 120                | 259              | 78                   |
| Разом    | 930     | 265                | 553              | 112                  |